# Collegio uninominale Emilia-Romagna - 03 (Camera dei deputati 2020)
Il collegio elettorale uninominale Emilia-Romagna - 03 è un collegio elettorale uninominale della Repubblica Italiana per l'elezione della Camera dei deputati.

## Territorio
Come previsto dalla legge n. 51 del 27 maggio 2019, il collegio è stato definito tramite decreto legislativo all'interno della circoscrizione Emilia-Romagna.
È formato dal territorio di 37 comuni della provincia di Reggio Emilia: Albinea, Bagnolo in Piano, Bibbiano, Cadelbosco di Sopra, Campagnola Emilia, Campegine, Canossa, Carpineti, Casina, Castelnovo di Sotto, Castelnovo ne' Monti, Cavriago, Correggio, Fabbrico, Gattatico, Gualtieri, Guastalla, Luzzara, Montecchio Emilia, Novellara, Poviglio, Quattro Castella, Reggio nell'Emilia, Reggiolo, Rio Saliceto, Rolo, Rubiera, San Martino in Rio, San Polo d'Enza, Sant'Ilario d'Enza, Scandiano, Toano, Ventasso, Vetto, Vezzano sul Crostolo, Viano e Villa Minozzo.
Il collegio è parte del collegio plurinominale Emilia-Romagna - 01.

## Eletti
| Elezione | Elezione | Deputato        | Partito             |
| -------- | -------- | --------------- | ------------------- |
|          | 2022     | Ilenia Malavasi | Partito Democratico |

## Dati elettorali

### XIX legislatura
Come previsto dalla legge elettorale, 147 deputati sono eletti con sistema a maggioranza relativa in altrettanti collegi uninominali a turno unico.
| Candidati                                 | Candidati                 | Voti    | %     | Liste                                                | Voti    | %     |
| ----------------------------------------- | ------------------------- | ------- | ----- | ---------------------------------------------------- | ------- | ----- |
|                                           | Ilenia Malavasi ✔️ Eletto | 97 897  | 39,62 | Partito Democratico-IDP                              | 75 794  | 30,68 |
| Alleanza Verdi e Sinistra                 | Ilenia Malavasi ✔️ Eletto | 97 897  | 39,62 | 12 758                                               | 5,16    |       |
| +Europa                                   | Ilenia Malavasi ✔️ Eletto | 97 897  | 39,62 | 8 457                                                | 3,42    |       |
| Impegno Civico - Centro Democratico       | Ilenia Malavasi ✔️ Eletto | 97 897  | 39,62 | 878                                                  | 0,36    |       |
|                                           | Roberta Rigon             | 83 177  | 33,66 | Fratelli d'Italia                                    | 51 281  | 20,75 |
| Lega per Salvini Premier                  | Roberta Rigon             | 83 177  | 33,66 | 17 347                                               | 7,02    |       |
| Forza Italia                              | Roberta Rigon             | 83 177  | 33,66 | 13 393                                               | 5,42    |       |
| Noi moderati/Lupi - Toti - Brugnaro - UDC | Roberta Rigon             | 83 177  | 33,66 | 1 156                                                | 0,47    |       |
|                                           | Daniele Piccoli           | 28 163  | 11,40 | Movimento 5 Stelle                                   | 28 163  | 11,40 |
|                                           | Maura Manghi              | 21 679  | 8,77  | Azione - Italia Viva - Calenda                       | 21 679  | 8,77  |
|                                           | Ermanno Sezzi             | 4 442   | 1,80  | Italexit                                             | 4 442   | 1,80  |
|                                           | Francesco Faccioli        | 3 797   | 1,54  | Italia Sovrana e Popolare                            | 3 797   | 1,54  |
|                                           | Natale Cuccurese          | 3 174   | 1,28  | Unione Popolare                                      | 3 174   | 1,28  |
|                                           | Simona Gherpelli          | 2 539   | 1,03  | Vita                                                 | 2 539   | 1,03  |
|                                           | Carmen Grazioso           | 1 610   | 0,65  | Partito Animalista Italiano – UCDL – 10 Volte Meglio | 1 610   | 0,65  |
|                                           | Rajasulakshana Jesuthasan | 404     | 0,16  | Sud chiama Nord                                      | 404     | 0,16  |
|                                           | Luca Pancaldi             | 203     | 0,08  | Noi di Centro – Europeisti                           | 203     | 0,08  |
| Totale                                    | Totale                    | 247 085 | 100   |                                                      | 247 085 | 100   |
|                                           |                           |         |       |                                                      |         |       |
| Schede bianche                            | Schede bianche            | 3 482   | 1,35  |                                                      |         |       |
| Schede nulle                              | Schede nulle              | 6 462   | 2,51  |                                                      |         |       |
| Votanti                                   | Votanti                   | 257 029 | 72,87 |                                                      |         |       |
| Elettori                                  | Elettori                  | 352 736 |       |                                                      |         |       |